# An Charraigh
An Charraigh, nome ufficiale in gaelico irlandese della forma anglofona più nota Carrick, è un piccolo villaggio del Donegal sud-occidentale, contea settentrionale dell'Irlanda.
Il toponimo è traducibile in italiano come "la rocca".

## Posizione
An Charriagh è situato nell'ampia gaeltacht del Donegal sulla strada R263, che lo attraversa, 6 km a nord ovest di Cill Charthaigh. È l'ultimo abitato prima di Gleann Cholm Cille e la fine delle terre sud-occidentali della contea. 
Nel suo piccolo costituisce una sorta di punto d'accesso dell'area. Al suo esatto centro infatti, attraversato dalla R263, confluiscono anche la strada proveniente da Ardara ed il Glengesh pass così come parte allo stesso tempo quella per Teileann e, soprattutto, per l'imponente e suggestiva montagna e scogliera di Sliabh Liag, una delle più alte d'Europa.

## Economia

### Turismo
An Charriagh vive quasi essenzialmente di turismo. Il piccolo abitato è perlopiù formato da qualche residente, case vacanze, un pub dedicato alle Slieve League e agli sport gaelici. L'area circostante rurale è piena di B&B e case vacanze. 
Attrazione quasi esclusiva dell'area è senz'altro Sliabh Liag, accessibile via automobile esclusivamente da una piccola stradina che parte dall'abitato di An Charriagh (che peraltro è l'unico luogo dove viene indicata e segnalata se si esclude qualche pannello turistico vicino Cill Charthaigh). I sentieri montani per la vetta partono tutti nella zona rurale tra An Charriagh e Teileann, mentre il Bunglas View Point è situato alla fine di una stradina al limite dell'avventuroso proprio alla fine della strada che parte da An Charriagh.

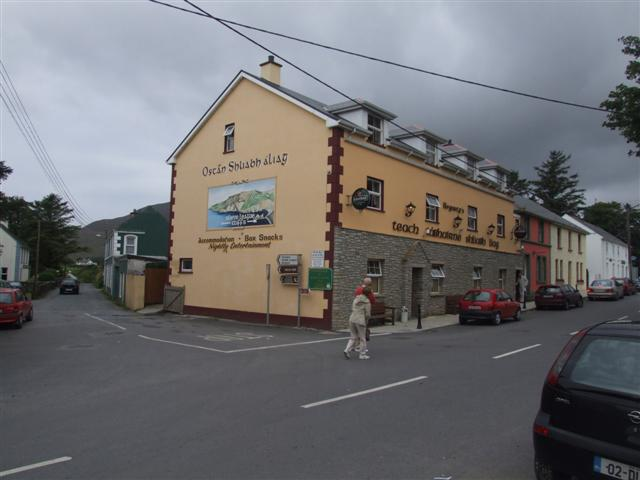
Lo storico Hegarty's Bar nel centro di Carrick con l'indicazione per Sliabh Liag
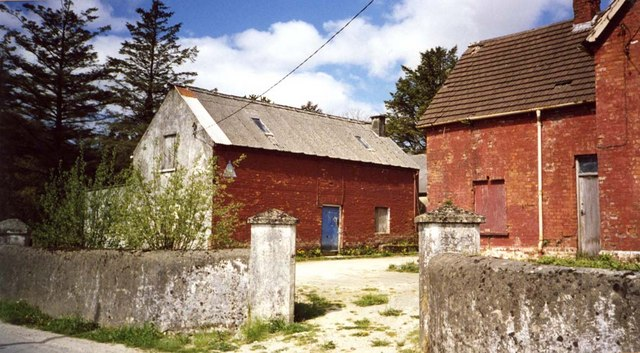
Vecchio ostello della gioventù